# Sansevieria masoniana
Espèce
Classification APG III (2009)
Sansevieria masoniana, également appelée Dracaena masoniana, est une espèce de plantes de la famille des Liliaceae et du genre Sansevieria.

## Description

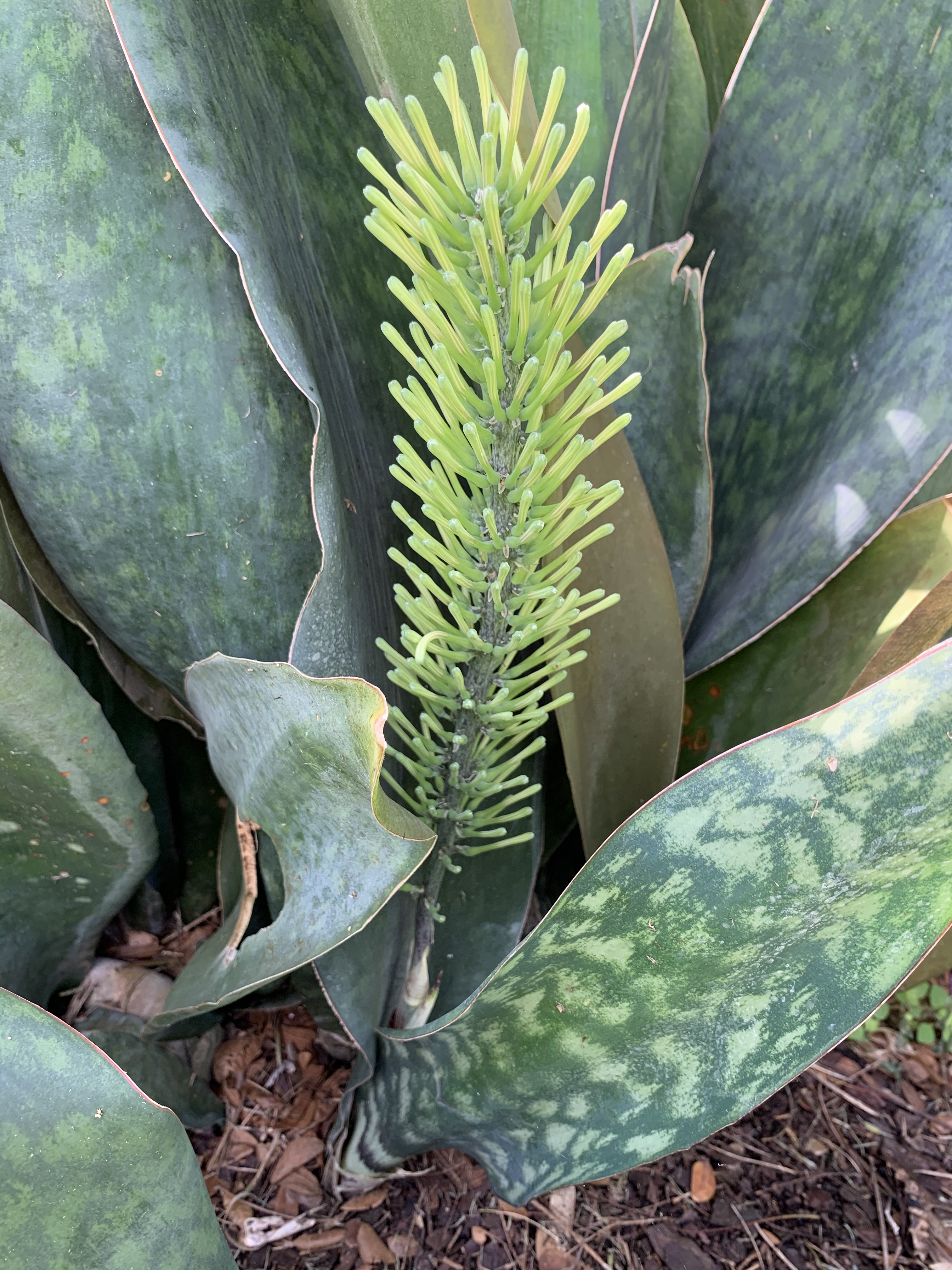
Fleur de Sansevieria masoniana.

Plante succulente, Sansevieria masoniana présente un port relativement ramassé, généralement de 15 à 50 centimètres de hauteur, avec des feuilles très larges, de couleur verte marbré de vert clair.

## Distribution
L'espèce est originaire d'Afrique tropicale, en particulier de la République démocratique du Congo. Elle est officiellement décrite et acceptée depuis 2000.

## Cultivar
L'espèce est historiquement connue sous son nom de cultivar 'Mason Congo'.